# Izu Azuka
Izu Azuka est un footballeur nigérian né le 24 mai 1989. Il évolue au poste d'attaquant au Wolaitta Dicha, en Éthiopie.

## Palmarès
Vierge.